# João Silveira de Carvalho
João Silveira de Carvalho (Ribeira Seca, Ilha de São Jorge, 6 de Março de 1818 — 30 de Julho de 1884) foi um religioso português.

## Biografia
João Silveira de Carvalho, filho de José Machado Homem e de Mariana Rosa da Silveira, foi padre ouvidor eclesiástico da Matriz de Santa Catarina da Vila da Calheta.
A Ermida de Nossa Senhora do Livramento do Loural, foi mandada construir por sua ordem. 